# Chaspinhac
Chaspinhac – miejscowość i gmina we Francji, w regionie Owernia-Rodan-Alpy, w departamencie Górna Loara.
Według danych na rok 1990 gminę zamieszkiwały 484 osoby, a gęstość zaludnienia wynosiła 29 osób/km² (wśród 1310 gmin Owernii Chaspinhac plasuje się na 417. miejscu pod względem liczby ludności, natomiast pod względem powierzchni na miejscu 571.).